# CS Informatica Timișoara
L'Informatica Timișoara è una squadra rumena di calcio a 5, fondata nel 2005 con sede a Timișoara.

## Palmarès
- Campionato rumeno: 1

2017-18
- Coppa della Romania: 2

2016-17, 2017-18
- Supercoppa della Romania: 2

2017, 2018